# Senhores Nguyễn
Os Senhores Nguyễn (em vietnamita: Chúa Nguyễn, 主阮; 1558–1777, 1780–1802), também conhecido como Clã Nguyễn (em vietnamita: Nguyễn thị; 阮氏), foram o precursor da Dinastia Nguyễn e um nobre clã feudal governando o sul de Đại Việt na Dinastia Lê Restaurada. Os senhores Nguyễn eram membros da Casa de Nguyễn Phúc. O território que eles governavam era conhecido contemporaneamente como Đàng Trong (Reino Interno) e conhecido pelos europeus como Reino da Cochinchina e como Reino de Quảng Nam (em vietnamita: Quảng Nam Quốc; 廣南國) pela China Imperial, em oposição aos Senhores Trịnh que governavam o norte de Đại Việt como Đàng Ngoài (Reino Exterior), conhecido como "Reino de Tonquim" pelos europeus e "Reino de Aname" (em vietnamita: An Nam Quốc; 安南國) pela China Imperial na diplomacia bilateral. Eles foram oficialmente intitulados, em sino-vietnamita, de Nguyễn Vương (阮王) em 1744, quando o senhor Nguyễn Phúc Khoát se autoproclamou para elevar seu status igualmente ao título dos Senhores Trịnh conhecido como Trịnh Vương (em vietnamita: Trịnh Vương; 鄭王). Os clãs Nguyễn e Trịnh eram subordinados de jure e feudos da dinastia Lê. No entanto, a submissão de jure dos Senhores Nguyễn aos Senhores Trịnh terminou em 1600.
Embora reconhecessem a autoridade e afirmassem ser súditos leais da dinastia Lê, eles eram de fato governantes do sul de Đại Việt. Enquanto isso, os senhores Trịnh governavam o norte de Đại Việt em nome do imperador Lê, que na realidade era um governante fantoche.   Eles travaram uma série de guerras longas e amargas que colocaram as duas metades do Vietnã uma contra a outra. Os Nguyễn foram finalmente derrotados nas guerras de Tây Sơn, mas um de seus descendentes acabaria por unir todo o Vietnã. O seu domínio consolidou a expansão anterior para o sul em Champá e avançou para o sudoeste em direção ao Camboja. 

## Origem
Os senhores Nguyễn descendem de um clã poderoso originalmente baseado na província de Thanh Hóa. O clã apoiou Lê Lợi em sua bem-sucedida guerra de independência contra a dinastia Ming. A partir desse ponto, os Nguyễn se tornaram uma das principais famílias nobres do Vietnã. Talvez a Nguyễn mais famosa dessa época tenha sido Nguyễn Thị Anh, a rainha-consorte por quase 20 anos (1442–1459). 

## História

### Nguyễn Kim restaura a Dinastia Lê
Em 1527, Mạc Đăng Dung derrubou o imperador Lê Cung Hoàng e estabeleceu uma nova dinastia (dinastia Mạc). Os fundadores do clã Nguyễn Kim e seu genro Trịnh Kiểm fugiram para a província de Thanh Hóa e se recusaram a aceitar o governo dos Mạc. Toda a região ao sul do Rio Vermelho estava sob seu controle, mas eles não conseguiram expulsar os Mạc de Đông Kinh (a capital do estado) por muitos anos. Durante este tempo, a aliança Nguyễn–Trịnh foi liderada por Nguyễn Kim; sua filha Nguyễn Thị Ngọc Bảo era casada com o líder do clã Trịnh, Trịnh Kiểm. Após várias revoltas malsucedidas, eles tiveram que se exilar em Xam Neua (Reino de Lan Xang) e estabelecer o governo exilado lá para reorganizar as forças armadas para lutar contra a dinastia Mạc. 

### Trịnh toma o poder sobre a Dinastia Lê
Em 1533, a dinastia Lê foi restaurada e conseguiu reconquistar a parte sul do país. Entretanto, a autoridade do imperador Lê não foi totalmente restaurada, pois o imperador restaurado Lê Trang Tông foi instalado como figura de proa, enquanto a verdadeira autoridade estava nas mãos de Nguyễn Kim. Em 1543, Nguyễn Kim capturou Thanh Hóa dos legalistas de Mạc. Dương Chấp Nhất, comandante das forças Mạc na região, decidiu entregar suas tropas ao avanço das forças Nguyễn. Quando Kim tomou a cidadela de Tây Đô e estava a caminho para atacar Ninh Bình, em 20 de maio de 1545, Dương Chấp Nhất convidou Kim para visitar seu acampamento militar. No calor do verão, Dương Chấp Nhất presenteou Kim com uma melancia. Depois da festa, Kim passou mal ao voltar para casa e morreu no mesmo dia. Dương Chấp Nhất mais tarde retornou à dinastia Mạc. Os registros do Đại Việt sử ký toàn thư e do Đại Nam thực lục sugerem que Dương Chấp Nhất tentou assassinar o imperador Lê Trang Tông fingindo se render. No entanto, a trama não teve sucesso e ele mudou seu alvo para Nguyễn Kim, que estava no comando do poder e dos militares. 
Após a morte de Kim, o governo imperial mergulhou no caos. O filho mais velho de Kim, Nguyễn Uông, inicialmente assumiu o poder, mas logo foi secretamente assassinado por seu cunhado Trịnh Kiểm, que assumiu o controle do governo. 

### Nguyễn Hoàng como governador da província de Thuận Hóa e Quảng Nam
O segundo filho de Kim, Nguyễn Hoàng, temia enfrentar o mesmo destino de seu irmão; por isso, ele tentou fugir da capital para evitar mais assassinatos contra ele. Mais tarde, ele pediu a sua irmã Nguyễn Thị Ngọc Bảo (esposa de Trịnh Kiểm) que pedisse a Kiểm que o nomeasse governador da província fronteiriça ao sul de Đại Việt, Thuận Hóa, no que hoje é o sul de Quảng Bình, Quảng Trị para Províncias de Quảng Nam, terras que pertenceram ao reino de Champá. Naquela época, Thuận Hóa ainda era considerada uma terra incivilizada e, simultaneamente, Trịnh Kiểm também procurou remover o poder e a influência restantes de Nguyễn Hoàng na capital; então, ele concordou com um acordo para manter Nguyễn Hoàng longe da capital. Em 1558, Nguyễn Hoàng e sua família, parentes e seus generais leais se mudaram para Thuận Hóa para assumir sua posição. Chegando ao distrito de Triệu Phong, ele fez do local sua nova capital e construiu um novo palácio. Em março de 1568, o imperador Lê Anh Tông convocou Hoàng para uma reunião em Tây Đô e encontrou Trịnh Kiểm em sua mansão pessoal. Ele providenciou para que o imperador nomeasse Hoàng como governador da província de Quảng Nam para mantê-lo fiel a Kiểm e se juntar a uma aliança contra a dinastia Mạc no norte. Em 1636, Nguyễn Hoàng mudou sua base para Phú Xuân (moderna Huế). Nguyễn Hoàng expandiu lentamente seu território mais ao sul, enquanto os senhores Trịnh continuaram sua guerra com a dinastia Mạc para controlar o norte do Vietnã. 

### Derrota da aliança Trịnh–Nguyễn da dinastia Mạc
Em 1592, Đông Đô (Hanói) foi recapturado pelo exército Trịnh – Nguyễn pelo senhor Trịnh Tùng e o imperador Mạc Mạc Kinh Chi foi executado. O clã Mạc remanescente fugiu para Cao Bằng e sobreviveria lá até ser finalmente conquistado em 1677 pelos senhores Trịnh (embora eles tivessem rendido as dignidades imperiais em 1627 à corte imperial controlada por Trịnh). No ano seguinte, Nguyễn Hoàng veio para o norte com um exército e dinheiro para ajudar a derrotar o restante do clã Mạc. 

### Tensões crescentes
Em 1600, Lê Kính Tông ascendeu ao trono. Assim como os imperadores Lê anteriores, o novo imperador era uma figura de proa impotente sob o controle de Trịnh Tùng . Além disso, uma revolta eclodiu na província de Ninh Bình, possivelmente instigada pelos Trịnh. Como consequência desses eventos, Nguyễn Hoàng rompeu formalmente as relações com a corte no norte, argumentando corretamente que era o Trịnh quem governava, não o imperador Lê. Essa situação desconfortável continuou pelos 13 anos seguintes até a morte de Nguyễn Hoàng em 1613. Ele governou as províncias do sul por 55 anos. Seu sucessor, Nguyễn Phúc Nguyên, continuou a política de independência essencial de Nguyễn Hoàng da corte em Hanói. Ele iniciou relações amigáveis com os europeus que agora navegavam para a área. Um posto comercial português foi criado em Hội An.  Em 1615, os Nguyễn estavam produzindo seus próprios canhões de bronze com a ajuda de engenheiros portugueses. Em 1620, o imperador foi removido do poder e executado por Trịnh Tùng. Nguyễn Phúc Nguyên anunciou formalmente que não enviaria nenhum imposto ao governo central nem reconheceu o novo imperador como imperador do país. As tensões aumentaram nos sete anos seguintes até que uma guerra aberta eclodiu em 1627 com o próximo sucessor do Trịnh, Trịnh Tráng. 
A guerra durou até 1673, quando a paz foi declarada. Os Nguyễn não apenas se defenderam dos ataques Trịnh, mas também continuaram sua expansão para o sul ao longo da costa, embora a guerra do norte tenha retardado essa expansão. Por volta de 1620, a filha de Nguyễn Phúc Nguyên casou-se com Chey Chettha II, um rei Khmer. Três anos depois, em 1623, os Nguyễn obtiveram formalmente permissão para os vietnamitas se estabelecerem em Prey Nokor, que mais tarde seria conhecida como a cidade de Saigon. 
Em 1673, os Nguyễn concluíram a paz com o senhor Trịnh Trịnh Tạc, iniciando uma longa era de relativa paz entre o norte e o sul. 
Quando a guerra com os Trịnh terminou, os Nguyễn conseguiram investir mais recursos na supressão dos reinos Champá e na conquista de terras que pertenciam ao Império Khmer. 
Os holandeses trouxeram escravos vietnamitas que capturaram dos territórios Nguyễn na província de Quảng Nam para sua colônia em Taiwan. 
O senhor Nguyễn Nguyễn Phúc Chu referiu-se aos vietnamitas como "povo Han" 漢人 (Hán nhân) em 1712 ao diferenciar entre vietnamitas e chams. Os senhores Nguyen estabeleceram colônias de fronteira, conhecidas como đồn điền após 1790. Foi dito "Hán di hữu hạn" 漢夷有限 ("os vietnamitas e os bárbaros devem ter fronteiras claras") por Gia Long, imperador unificador de todo o Vietnã, ao diferenciar entre Khmer e vietnamita.
Nguyễn Phúc Khoát encomendou calças e túnicas de estilo chinês em 1774 para substituir as roupas vietnamitas do tipo sarongue.  Ele também ordenou que roupas nos estilos Ming, Tang e Han fossem adotadas por seus militares e burocratas.  As calças foram impostas pelos Nguyen em 1744 e a vestimenta chinesa Cheongsam inspirou o áo dài.  O atual áo dài foi introduzido pelos senhores Nguyễn. As províncias Cham foram tomadas pelos senhores Nguyễn.  Províncias e distritos originalmente pertencentes ao Camboja foram tomados por Võ Vương.  

### Guerras de expansão territorial no sul

Mapa do Vietname mostrando a conquista do sul (Nam tiến), porções verde-escuras e azul-claras conquistadas pelos senhores Nguyễn

Os senhores Nguyễn travaram várias guerras contra Champá em 1611, 1629, 1653, 1692 e, em 1693, a liderança Cham sucumbiu ao domínio Nguyen. Os senhores Nguyễn estabeleceram o protetorado do Principado de Thuận Thành para exercer poder sobre a corte Cham até que o Imperador Minh Mạng o aboliu em 1832. Os Nguyễn também invadiram o Camboja em 1658, 1690, 1691, 1697 e 1713. A inscrição num canhão Nguyễn fabricado pelo engenheiro e conselheiro militar português Juan de Cruz, datada de 1670, diz "para o Rei e grande Senhor de Cochinchina, Champá e do Camboja". 
Em 1714, os Nguyễn enviaram um exército ao Camboja para apoiar a reivindicação de Ang Em ao trono contra Prea Srey Thomea. O Sião ficou do lado de Prea Srey Thomea contra o reclamante vietnamita. Em Bantea Meas, os vietnamitas derrotaram os exércitos siameses, mas em 1717 os siameses ganharam vantagem. A guerra terminou com um acordo negociado, pelo qual Ang Em foi autorizado a tomar a coroa do Camboja em troca de jurar lealdade aos siameses.  Por sua vez, os senhores Nguyễn conquistaram mais território do enfraquecido reino cambojano.
Duas décadas depois, em 1739, os cambojanos tentaram recuperar suas terras costeiras perdidas. Os combates duraram cerca de dez anos, mas os vietnamitas repeliram os ataques cambojanos e garantiram o seu controlo sobre o rico Delta do Mekong. 
Com o Sião envolvido na guerra com a Birmânia, os Nguyễn montaram outra campanha contra o Camboja em 1755 e conquistaram territórios adicionais da ineficaz corte cambojana. No final da guerra, os Nguyễn haviam garantido um porto no Golfo de Sião (Hà Tiên) e estavam ameaçando a própria Phnom Penh. 
Sob o comando do novo rei Taksin, os siameses reafirmaram sua proteção ao vizinho oriental, auxiliando a corte cambojana. A guerra foi lançada contra os Nguyễn em 1769. Após algum sucesso inicial, as forças Nguyễn, em 1773, estavam enfrentando revoltas internas e tiveram que abandonar o Camboja para lidar com a guerra civil no próprio Vietnã. A turbulência deu origem ao Tây Sơn. 

### Fim dos senhores Nguyễn
Em 1771, como resultado de pesados impostos e derrotas  na guerra com o Camboja, três irmãos de Tây Sơn iniciaram uma revolta camponesa que rapidamente tomou conta de grande parte do sul do Vietnã. Em dois anos, os irmãos Tây Sơn capturaram a capital provincial de Qui Nhơn. Em 1774, os Trịnh em Hà Nội, vendo seu rival gravemente enfraquecido, encerraram a trégua de cem anos e lançaram um ataque contra os Nguyễn pelo norte. As forças Trịnh rapidamente invadiram a capital Nguyễn em 1774, enquanto os senhores Nguyễn fugiram para o sul, para Saigon. Os Nguyễn lutaram contra o exército Trịnh e o Tây Sơn, mas seus esforços foram em vão. Em 1777, Gia Định foi capturada e quase toda a família Nguyễn foi morta, exceto um sobrinho, Nguyễn Ánh, que conseguiu fugir para o Sião. 

### Guerra Nguyễn-Tây Sơn (1778-1802) e estabelecimento da Dinastia Nguyễn

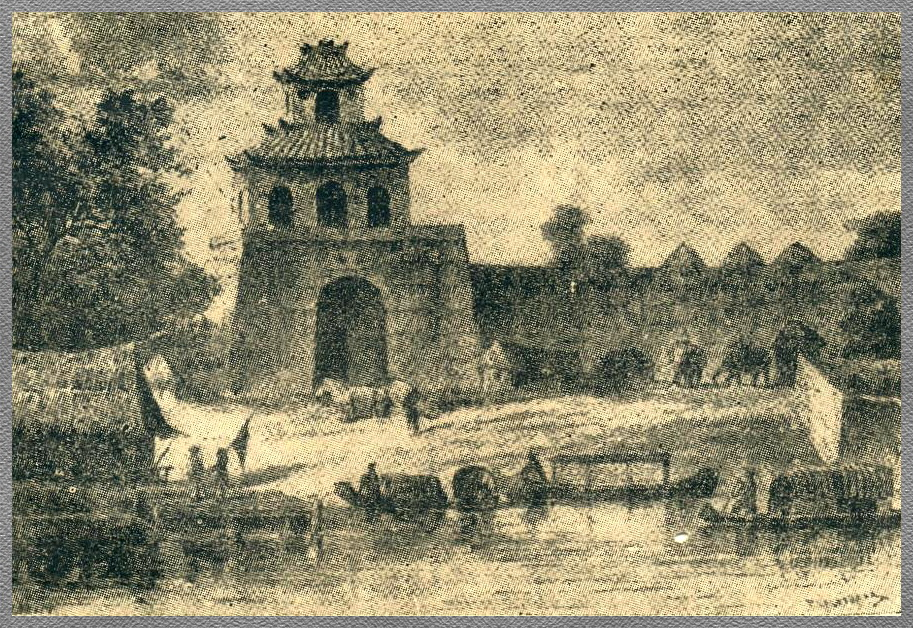
O portão principal da cidadela de Phu Xuan

Nguyễn Ánh não desistiu e, em 1780, atacou o exército Tây Sơn com um novo exército do Sião, tendo se aliado ao rei siamês Taksin. Entretanto, Taksin se tornou um fanático religioso e foi morto em um golpe. O novo rei do Sião, Rama I, tinha assuntos mais urgentes para cuidar do que ajudar Nguyễn Ánh a retomar o Vietnã e, portanto, sua campanha fracassou. O exército siamês recuou e Nguyễn Ánh foi para o exílio, mas retornaria mais tarde. 

## Relações exteriores dos Nguyễn
Os Nguyễn eram significativamente mais abertos ao comércio exterior e à comunicação com os europeus do que os Trịnh. Segundo Dupuy, os Nguyễn conseguiram derrotar os ataques iniciais dos Trịnh com a ajuda de armas avançadas que compraram dos portugueses. Os Nguyễn também mantinham um comércio bastante extenso com o Japão e a China. 

Os portugueses estabeleceram um centro comercial em Faifo (atual Hội An), ao sul de Huế, em 1615. Entretanto, com o fim da grande guerra entre os Trịnh e os Nguyễn, a necessidade de equipamento militar europeu diminuiu. O centro comercial português nunca se tornou uma grande base europeia, ao contrário de Goa ou Macau. 

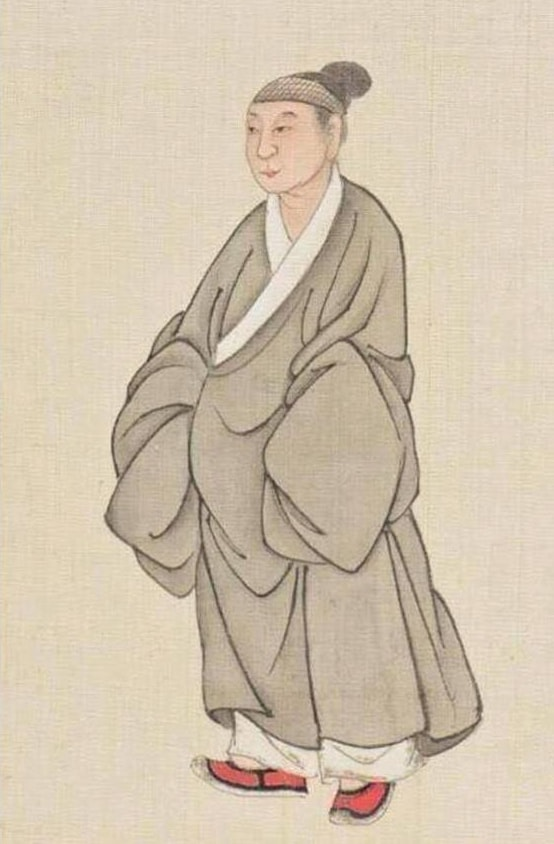
O povo vietnamita do sul vive no território de Nguyễn
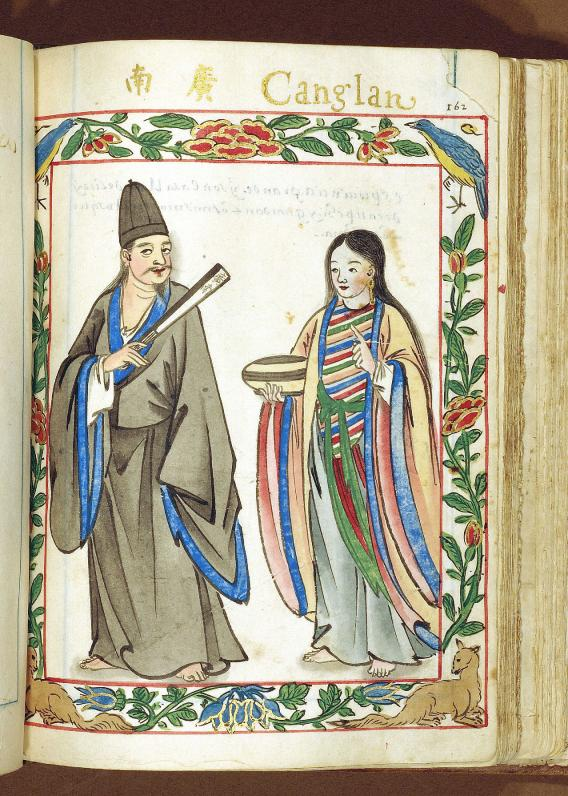
Nobre vietnamita e esposa de Quảng Nam ( Đàng Trong ) em 1595.
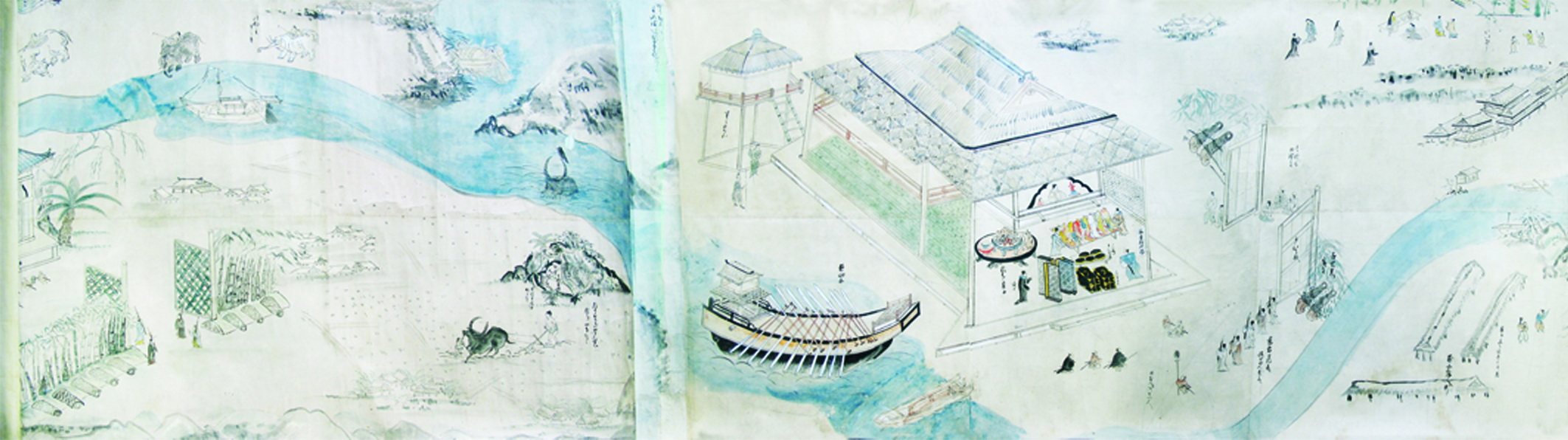
Hoi An na pintura "Giao Chỉ quốc độ hàng đồ quyển" (交趾国渡航図巻)" de Chaya Shinroku (茶屋新六) no século XVII
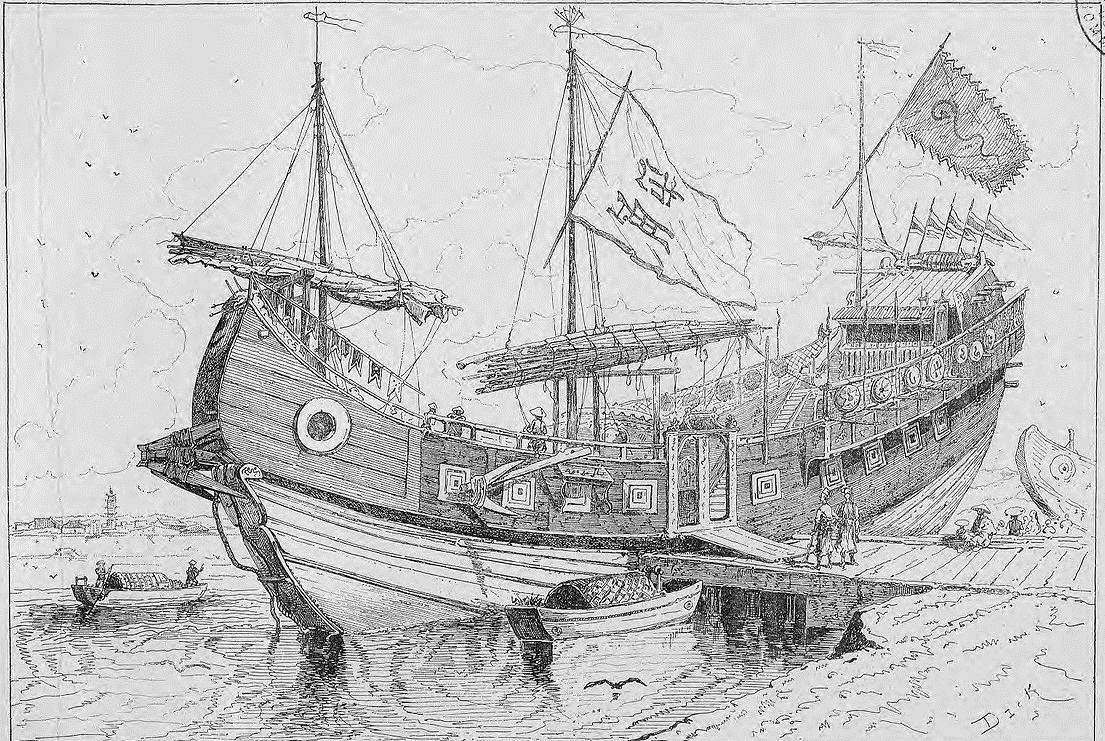
Os navios vietnamitas dos séculos XVIII e XIX foram construídos com base no modelo francês
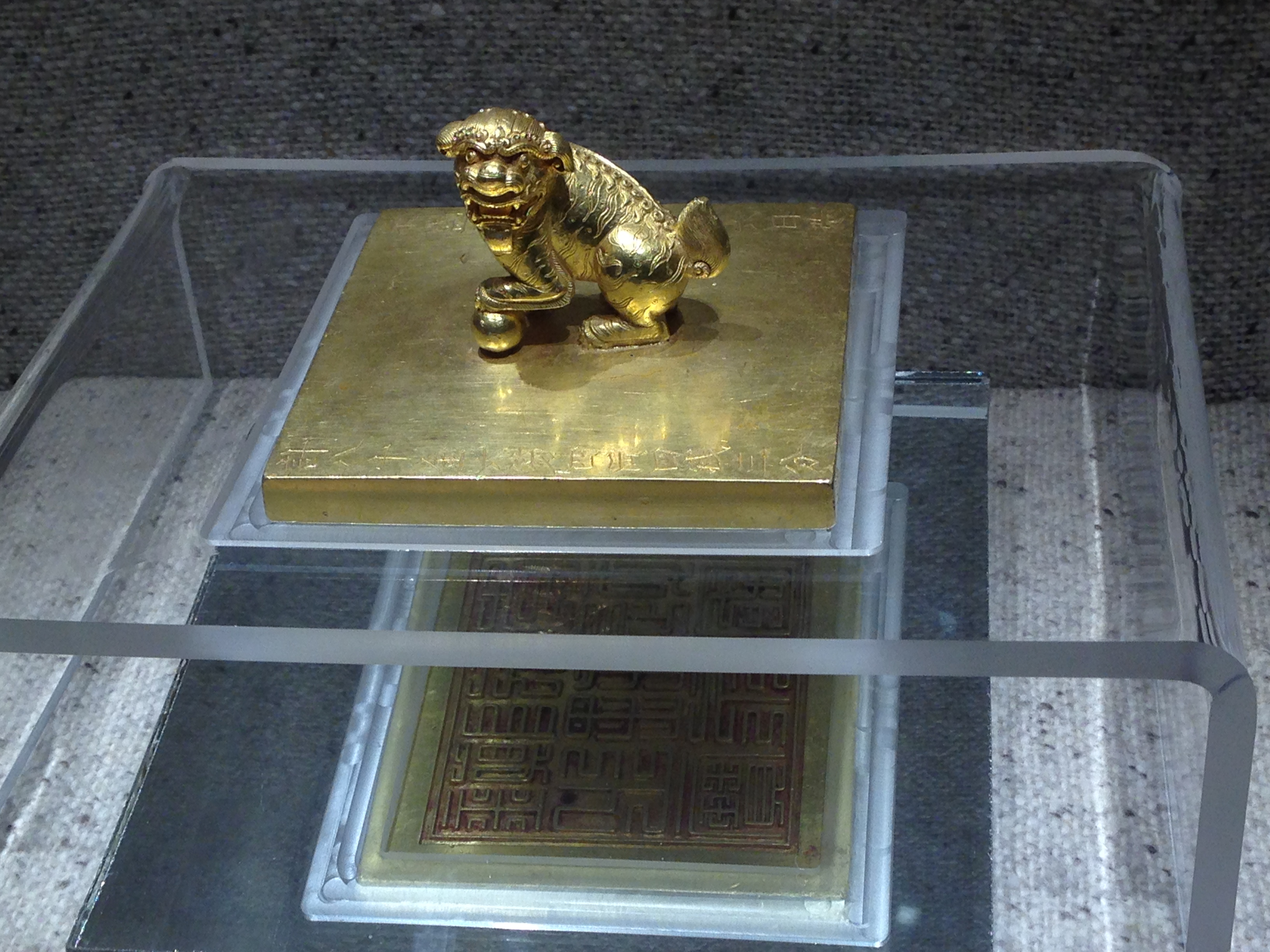
Selo de cortesia do senhor Nguyễn, presente do imperador Lê Hy Tông, datado de 1709, inscrito com caracteres chineses significando Đại Việt quốc Nguyễn chúa vĩnh trấn chi bảo (大越國阮𪐴永鎮之寶)
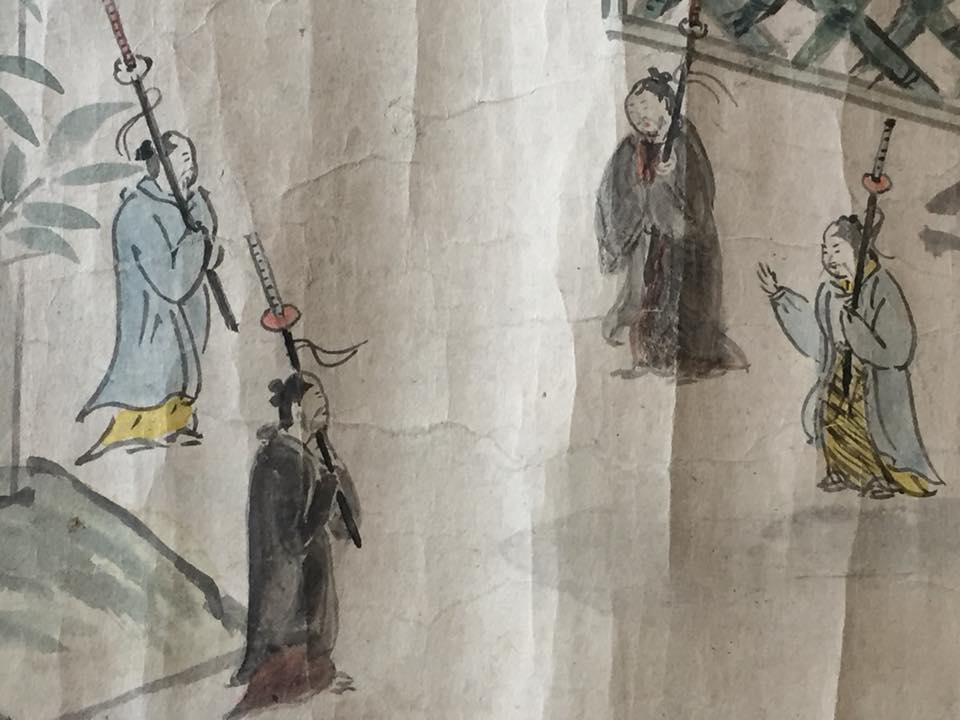
Os soldados do senhor Nguyen, pintura de japonês
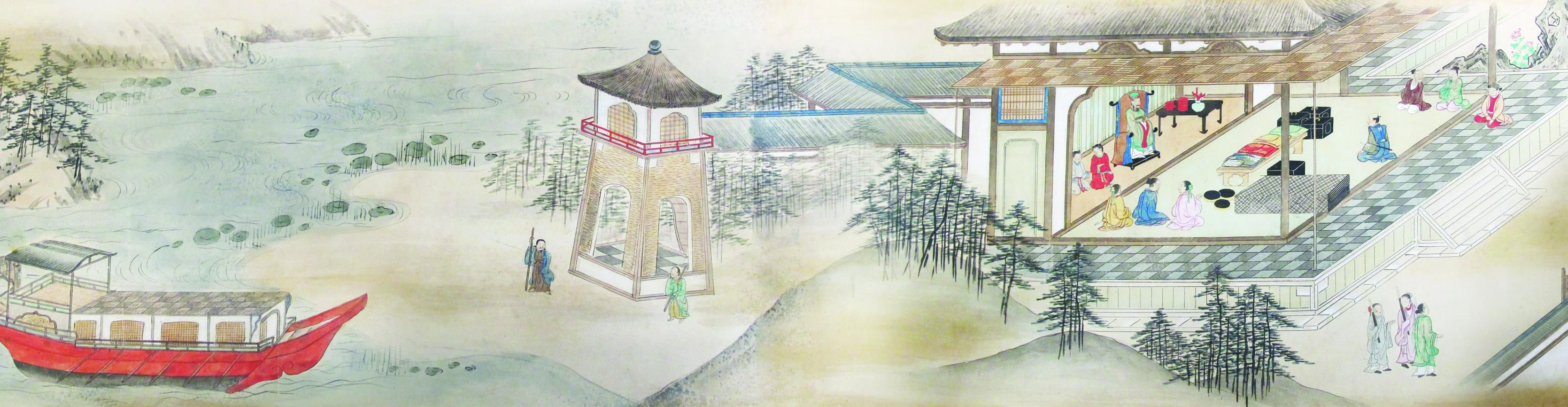
Comerciantes japoneses prestam homenagem ao mandarim chefe na casa do governador de Quang Nam, em Hoi An, no final do século XVII
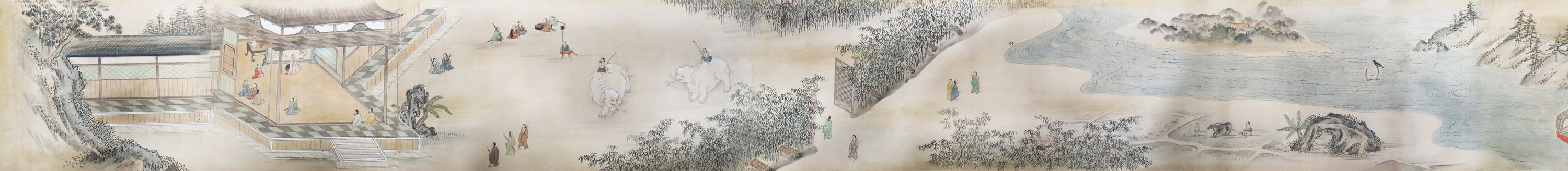
Comerciantes japoneses prestam homenagem aos senhores Nguyễn em mansão particular em Phú Xuân, final do século XVII
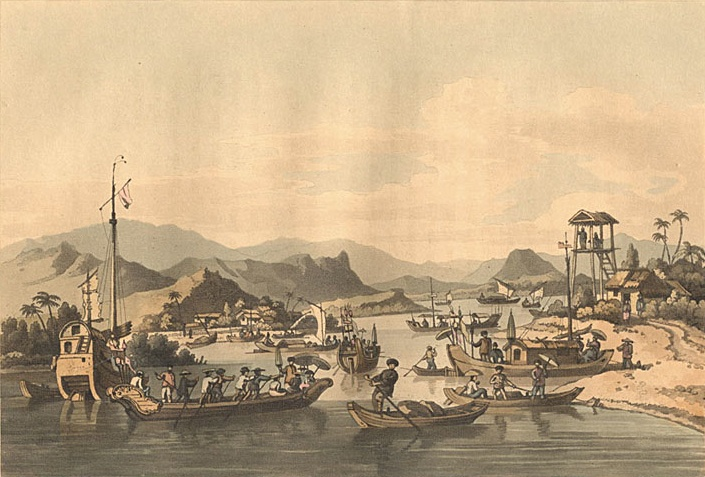
Porto de Hội An no século XVIII

Em 1640, Alexandre de Rhodes retornou ao Vietnã, desta vez para a corte Nguyễn em Huế. Ele começou a trabalhar na conversão de pessoas à fé católica e na construção de igrejas. Após seis anos, o Senhor Nguyễn, Nguyễn Phúc Lan, chegou à mesma conclusão que Trịnh Tráng, que de Rhodes e a Igreja Católica representavam uma ameaça ao seu governo. De Rhodes foi condenado à morte, mas foi autorizado a deixar o Vietnã com o entendimento de que seria executado se retornasse. 
A província de Quảng Nam foi o local onde o vice-comandante da brigada chinesa de quarta patente, Dushu Liu Sifu, naufragou após sofrer uma tempestade. Ele foi levado de volta para Guangzhou, China, por um navio vietnamita Nguyễn em 1669. Os vietnamitas enviaram o chinês Zhao Wenbin para liderar a delegação diplomática no navio e solicitaram o estabelecimento de relações comerciais com a corte Qing. Embora tenham agradecido aos Nguyễn por enviarem o seu oficial para casa em segurança, rejeitaram a oferta dos Nguyễn.  Nas águas costeiras de Champa, em um lugar chamado Linlangqian pelos chineses, um navio encalhou após partir do Camboja em 25 de junho de 1682, transportando o capitão chinês Chang Xiaoguan com uma tripulação chinesa. A carga foi deixada nas águas enquanto Chen Xiaoguan foi para a Tailândia (Sião). Isso foi registrado no diário de bordo de um junco comercial chinês que ia para Nagasaki em 25 de junho de 1683.  

## Lista de Senhores Nguyễn
- Nguyễn Phúc Nguyên (1613–1635)
- Nguyễn Phúc Lan (1635–1648)
- Nguyễn Phúc Tần (1648–1687)
- Nguyễn Phúc Thái (1687–1691)
- Nguyễn Phúc Chu (1691–1725)
- Nguyễn Phúc Thụ (1725–1738)
- Nguyễn Phúc Khoát (1738–1765)
- Nguyễn Phúc Thuần (1765–1777)

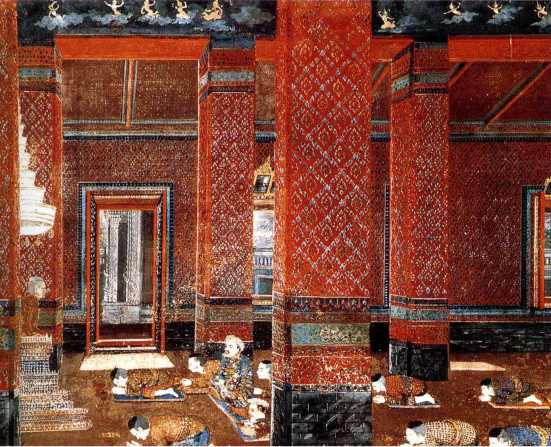
Uma pintura do senhor Nguyễn Phúc Ánh em audiência com o rei Rama I em Phra Thinang Amarin Winitchai, Bangkok, 1782. Isso levou à aliança do Sião e do clã Nguyễn contra a dinastia Tây Sơn na Batalha de Rạch Gầm-Xoài Mút.

- Nguyễn Phúc Dương (1776–1777, co-governou com Nguyễn Phúc Thuần)
- Nguyễn Phúc Ánh (1780–1802)

## Árvore genealógica
- Apenas membros notáveis da família são listados
- Referência: Tran Trong Kim (2005). Việt Nam sử lược (em vietnamita). Cidade de Ho Chi Minh: Ho Chi Minh City General Publishing House. p. 328.